# Erlangen
Erlangen é uma cidade no estado da Baviera, Alemanha, localizada na região administrativa da Média Francónia. A cidade é uma cidade independente (Kreisfreie Stadt) ou distrito urbano (Stadtkreis), ou seja, possui estatuto de distrito (Kreis). Suas cidades vizinhas são Fürth a 14 km ao sul e Nuremberga a 16 km a sudoeste. Juntas, estas e outras pequenas cidades dos arredores, constituem a área metropolitana de Nuremberga, uma das onze da Alemanha.
Erlangen é uma típica cidade universitária que abriga a Universidade de Erlangen-Nuremberga (Friedrich-Alexander-Universität) fundada em 1742. A universidade com 24.000 estudantes tem ao todo 5 faculdades, das quais duas (economia e padagogia) localizam-se em Nuremberga.
A empresa Siemens mantém vários escritórios na cidade e é o maior empregador da região.

## História
Erlangen foi fundada no ano 1002 com o nome de "villa erlangon". Em 1374 começou a cunhar moedas. Em 1528 se desenvolveu a Reforma.
Em 1686 chegaram os primeiros huguenotes fugidos da França; estes acabaram tendo um papel fundamental no desenvolvimento da cidade, especialmente na reconstrução que seguiu ao grande incêndio de 1706. Em 1743 muda-se para Erlangen a Universidade de Bayreuth, que passa então a chamar-se Friedrich-Alexander-Universität Erlangen-Nürnberg, sendo hoje em dia a segunda universidade da Baviera.
Em 1974 a cidade ultrapassou a barreira dos 100.000 habitantes, alcançando o status de Großstadt ("cidade grande", que de acordo com a definição adotada pela Conferência Internacional de Estatística de 1887 são aquelas cidades com mais de 100.000 moradores). Atualmente, com cerca de 104.000 habitantes, é a menor das oito "cidades grandes" da Baviera.

## Personalidades
- Georg Simon Ohm (1789–1854), físico e matemático, formulador da Lei de Ohm
- Lothar Matthäus (1961), ex-jogador de futebol, atualmente treinador
- Emmy Noether (1882–1935), foi uma matemática, fez contribuições fundamentais em física teórica e álgebra abstrata
- Carl Friedrich Philipp von Martius (1794—1868), médico, botânico, antropólogo e pesquisador alemão, o qual estudou o Brasil, especialmente a região da Amazônia.

## Ligações externas

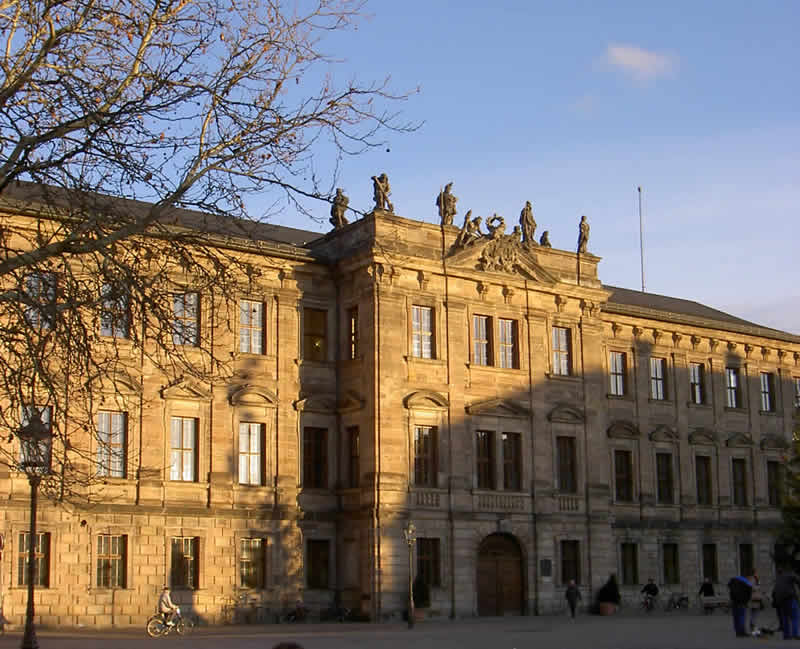
O castelo que abriga a administração da universidade
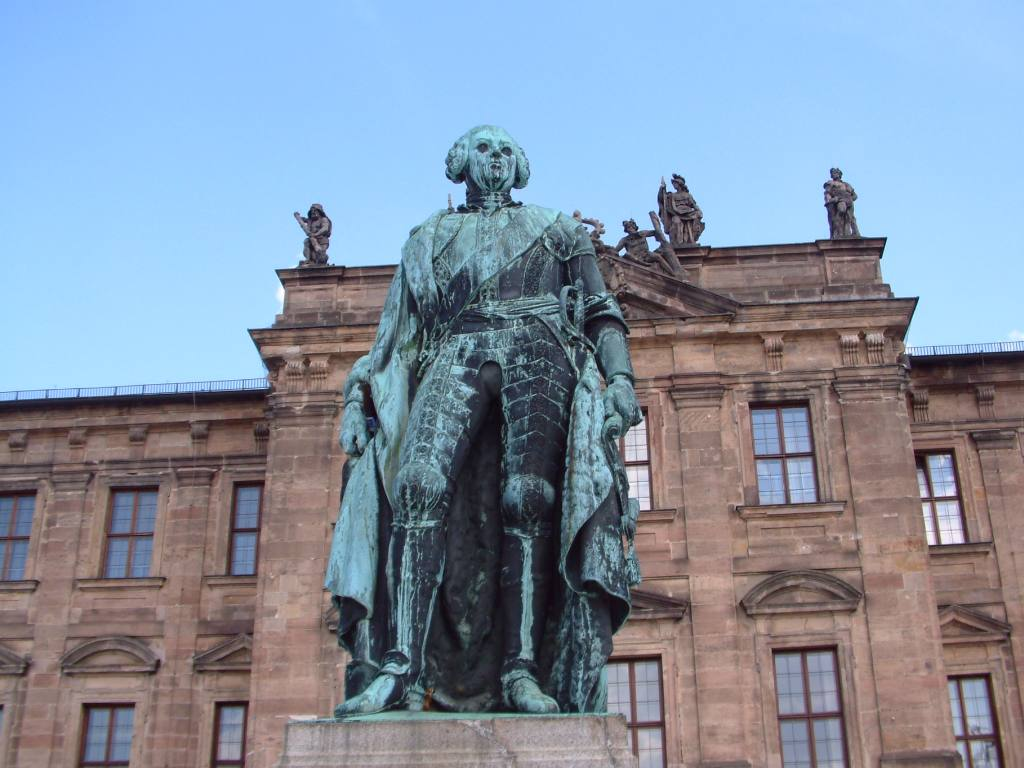
Escultura na praça do castelo
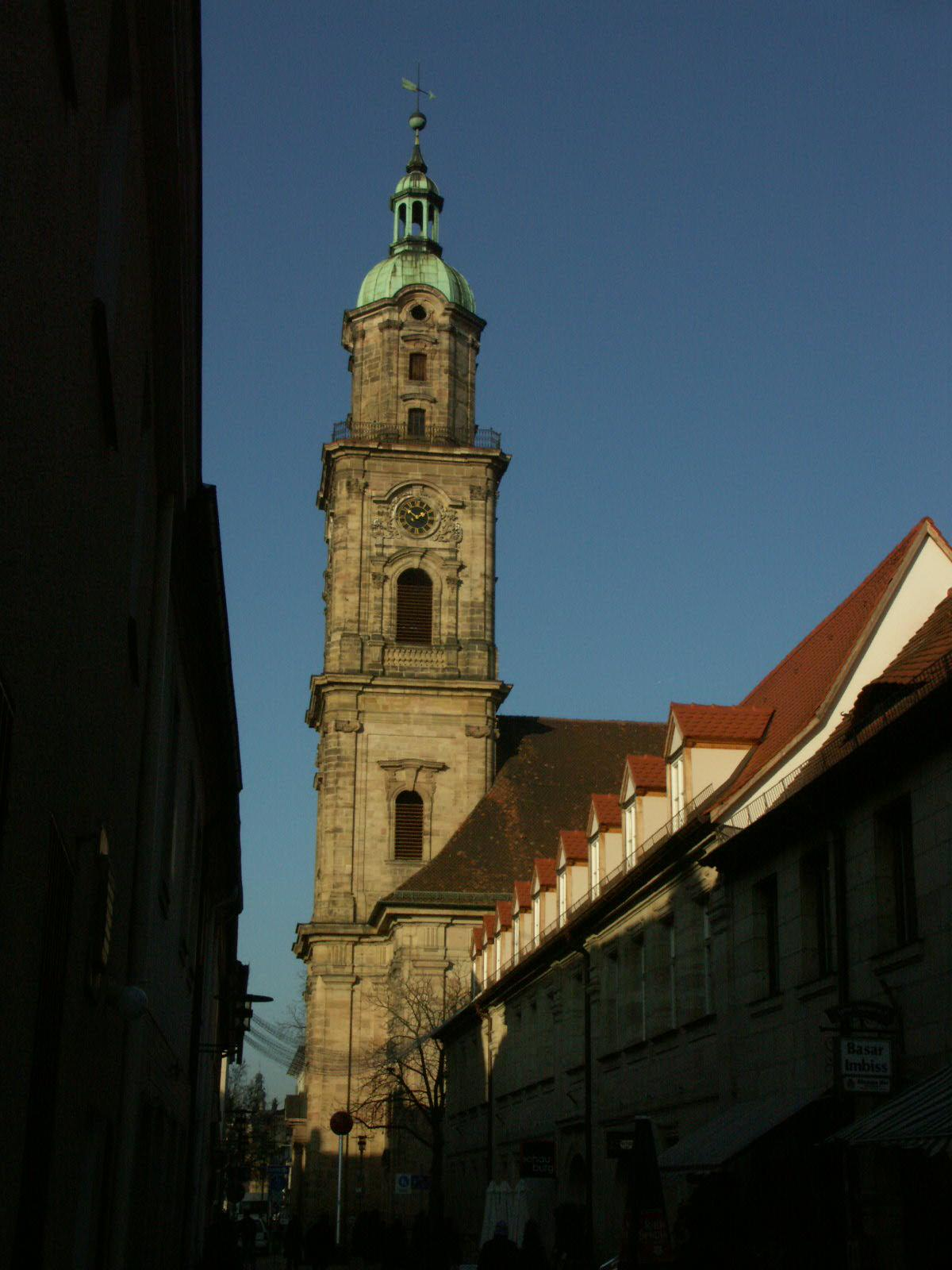
Igreja Neustädter Kirche